# Clásica de San Sebastián 2014
La 34.ª edición de la Clásica de San Sebastián se disputó el sábado 2 de agosto de 2014, por un circuito por la provincia de Guipúzcoa con inicio y final en San Sebastián, sobre un trazado de 219,2 km, añadiendo respecto a las últimas ediciones el alto de Igueldo de 2.ª categoría (denominado por esa vertiente Bordako Tontorra) en los últimos kilómetros -a 7 km de la meta- tras realizar un primer paso por dicha meta.
La prueba perteneció al UCI WorldTour 2014.
El ganador final fue Alejandro Valverde, quien atacó en la bajada de Bordako Tontorra para escaparse del grupo cabecero. A 14 segundos de él entraron, en este orden, Bauke Mollema, Joaquim Rodríguez (que coronó en cabeza Bordako Tontorra junto a Valverde con escasos segundos de ventaja sobre el resto de los perseguidores) y Mikel Nieve que completaban dicho grupo junto a Adam Yates que se cayó al intentar seguir a Alejandro. Con esta victoria Valverde se puso líder del UCI WorldTour 2014.
En las clasificaciones secundarias se impusieron  Amets Txurruka (montaña, metas volantes y escapada más larga), Lampre-Merida -quien consiguió colocar a los tres corredores necesarios en las posiciones 13.ª, 19.ª y 30.ª (José Serpa, Kristijan Đurasek y Nélson Oliveira)- y Mikel Nieve (combatividad y mejor vasco-navarro).

## Participantes
Tomaron parte en la carrera 19 equipos: los 18 de categoría UCI ProTeam (al ser obligada su participación), más el único español de categoría Profesional Continental mediante invitación de la organización (Caja Rural-Seguros RGA). Formando así un pelotón de 149 ciclistas de 8 corredores cada equipo, excepto el (Astana, FDJ y Belkin que salieron con 7), de los que acabaron 95. Los equipos participantes fueron:
| Equipo                  | Cód. UCI |
| ----------------------- | -------- |
| Lampre-Merida           | LAM      |
| Omega Pharma-Quick Step | OPQ      |
| Movistar Team           | MOV      |
| Team Katusha            | KAT      |
| Team Sky                | SKY      |
| Ag2r La Mondiale        | ALM      |
| BMC Racing Team         | BMC      |
| Tinkoff-Saxo            | TCS      |
| Trek Factory Racing     | TFR      |
| Orica GreenEDGE         | OGE      |
| Belkin-Pro Cycling Team | BEL      |
| Garmin Sharp            | GRS      |
| Giant-Shimano           | GIA      |
| Cannondale              | CAN      |
| Astana Pro Team         | AST      |
| FDJ.fr                  | FDJ      |
| Lotto Belisol           | LTB      |
| Team Europcar           | EUC      |

| Equipo                 | Cód. UCI |
| ---------------------- | -------- |
| Caja Rural-Seguros RGA | CJR      |

## Clasificación final
| Posición | Ciclista           | Equipo                  | Tiempo          | Puntos UCI |
| -------- | ------------------ | ----------------------- | --------------- | ---------- |
| 1.       | Alejandro Valverde | Movistar                | 5 h 31 min 11 s | 80         |
| 2.       | Bauke Mollema      | Belkin                  | a 14 s          | 60         |
| 3.       | Joaquim Rodríguez  | Katusha                 | m.t.            | 50         |
| 4.       | Mikel Nieve        | Sky                     | m.t.            | 40         |
| 5.       | Tony Gallopin      | Lotto Belisol           | a 26 s          | 30         |
| 6.       | Jelle Vanendert    | Lotto Belisol           | m.t.            | 22         |
| 7.       | Haimar Zubeldia    | Trek Factory Racing     | m.t.            | 14         |
| 8.       | Greg Van Avermaet  | BMC Racing              | a 40 s          | 10         |
| 9.       | Giovanni Visconti  | Movistar                | m.t.            | 6          |
| 10.      | Zdeněk Štybar      | Omega Pharma-Quick Step | a 43 s          | 2          |

| 11. | Alexandr Kolobnev | Katusha          | m.t. |
| 12. | Arnold Jeannesson | FDJ.fr           | m.t. |
| 13. | José Serpa        | Lampre-Merida    | m.t. |
| 14. | Tom Slagter       | Garmin-Sharp     | m.t. |
| 15. | Anthony Roux      | FDJ.fr           | m.t. |
| 16. | Tanel Kangert     | Astana           | m.t. |
| 17. | Thomas Voeckler   | Europcar         | m.t. |
| 18. | Romain Bardet     | Ag2r La Mondiale | m.t. |
| 19. | Kristijan Đurasek | Lampre-Merida    | m.t. |
| 20. | Nicolas Roche     | Tinkoff-Saxo     | m.t. |